# Franz Ludwig Cancrin
Pour les articles homonymes, voir Cancrin.
Franz Ludwig von Cancrin (1738-1816), minéralogiste, métallurgiste, ingénieur et architecte hessois, à qui l'on doit un Traité des mines et salines. Il est le père du ministre comte Georges von Cancrin.

## Famille
Né le 21 février 1738 à Breidenbach, fils de Johann-Heinrich von Cancrin (1710-1768), directeur d'exploitation minière (de) au Hesse-Darmstadt et directeur des mines de cuivre de Bieber, et d'Anne Catherine Fresenius, fille de Georges Wendel Fresenius, lui-même inspecteur des mines à Meerholz, de lointaine origine suédoise.
Marié en 1773 à Louise Marie Philippine Kröber (1747-1818), fille de Caspar Friedrich Kröber, conseiller aux mines du Palatinat, qui lui donna au moins trois enfants :
- Georges[3] (1774-1845), futur général et ministre russe ;
- Franziska (1777-1849) ;
- Karoline (1782-1847).

### Patronyme et origines

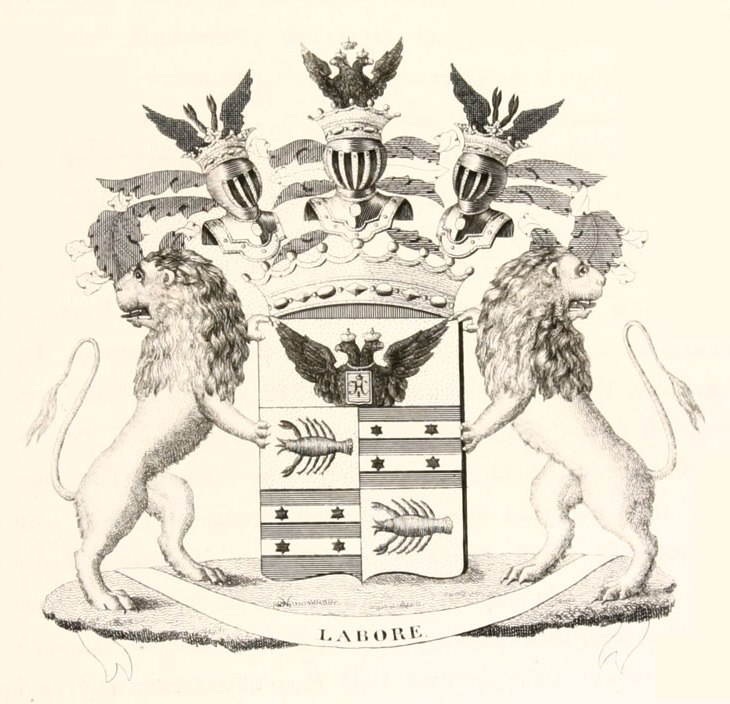
Armes de la branche russe des Cancrin, fondée par George, fils de l'architecte.

Ce curieux nom de Cancrin, ou plutôt de Cancrinus, serait en fait la latinisation du patronyme familial, Kräps ou Krebs (en latin: cancer) ; cette forme latine est attestée depuis l'ancêtre Samuel, ministre luthérien en 1636 à Jesburg (de) qui signait ainsi ses écrits ; les Cancrin arborent d'ailleurs des écrevisses dans leurs armes parlantes.
Ce patronyme latin et, peut-être, l'utilisation de prénoms bibliques, commune chez les gens d'église protestante, a vraisemblablement donné naissance à la légende - notamment en Russie, moins au fait des habitudes luthériennes - persistante d'une origine judaïque des Cancrin, légende ne s'accordant pas au nom originel de la famille ; enfin, le ministre comte russe Georges v. Cancrin, fils de l'architecte, a peut-être accrédité cette légende du fait de sa durable amitié avec son premier mentor, le banquier allemand Abraham Peretz, auquel il devait toute sa carrière.
En réalité, les Cancrin sont très vraisemblablement issus d'une ancienne famille de la petite noblesse d'épée allemande, les Dewitz-Krebs, famille d'extraction de Poméranie, dont ils partagent et le patronyme et les armes d'une branche cadette.

## Jeunesse
Boursier du landgrave Guillaume IX de Hesse, il part étudier le droit, les mathématiques et l'architecture à l'Université de Iéna en 1759.

## Carrière en Allemagne

### Hesse-Hanau
Il entre en 1764 au service de l'administration du duché de Hesse-Cassel (plus tard, comté de Hanau), où il occupera successivement les fonctions suivantes :
- Secrétaire de la Chambre des comptes[9] du comté de Hanau (1765);
- Assesseur et conseiller de la Chambre des comptes (1768);
- Professeur de mathématiques à l'École nationale supérieure (de) et à l'École militaire de Hanau (1768-1774);
- Architecte en chef du comté: il supervise alors notamment la construction (terminée en 1778) du théâtre municipal de Hanau[10] et des bâtiments d'accueil de Wilhelmsbad, notamment du carousel.
- Directeur des mines de cuivre de Bieber[11] (1768).
- Conseiller à la Chambre haute[12] et conseiller du gouvernement[13] (1781)

Il est aussi reçu membre de plusieurs sociétés savantes : 
- Académie des Sciences de la Hesse (1768)
- Société d'histoire naturelle de Berlin (de) (1778)

Il est emprisonné quelques mois en 1782 à Babenhausen (de) à la suite de son implication dans l'affaire von Gall. Le père du landgrave Guillaume, le landgrave Frédéric II de Hesse-Cassel, intercède en sa faveur, le fait libérer et l'intègre dans l'administration de Cassel.

### Hesse-Cassel
À la suite de sa réintégration dans l'administration à Cassel, il occupe successivement les fonctions de professeur de mathématique à l'académie militaire, architecte en chef du comté, directeur du théâtre et directeur de la Monnaie de Cassel.

## Carrière en Russie
En 1783, il est invité en Russie par le maréchal comte Pierre Alexandrovitch Roumiantsev-Zadounaïsky, à l'instigation de l'impératrice Catherine, qui lui offre le poste de directeur des Salines de Staraïa Roussa, selon des conditions financières très avantageuses.
Il accepte et occupe cette fonction de 1783 à 1788, puis est chercheur (1788-1813), aux mêmes conditions financières ; à la mort de l'impératrice, il devient membre du Collège des mines (1796).
Il s'installe définitivement en Russie en 1796 et y exerce parallèlement la profession d'avocat ; il est intégré dans la noblesse russe le 26 août 1798.
Il prend sa retraite en 1813 et est pensionné en tant que conseiller d'État.

## Œuvres

### Œuvres architecturales
- Théâtre municipal de Hanau, 1768 (détruit durant la 2e Guerre mondiale)
- Bâtiments princiers et carrousel de Wilhelmsbad, 1772-1782
- Travaux d'urbanisme à Darmstadt (à l'ouest du Palais), 1777
- Palais du Conseil du district de Darmstadt, (1777) (à l'origine, un collège)
- Hôtel du conseiller Friedrich Wilhelm Stamm
- Église luthérienne de Neuwied, (1780)
- Bâtiment administratif à Rodheim
- Bâtiments administratifs des Salines de Bad Nauheim
- Modernisation du château de Friedberg (de), (1783)

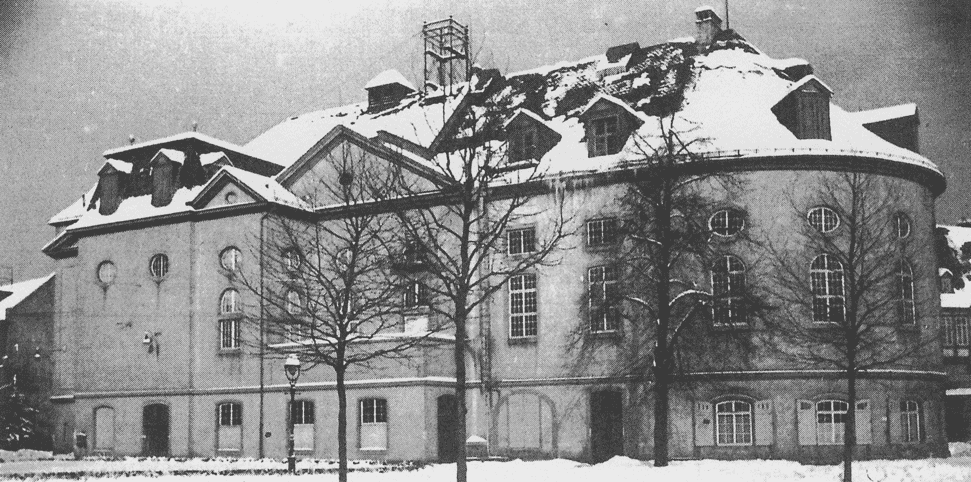
Théâtre municipal de Hanau, avant sa destruction (1945)
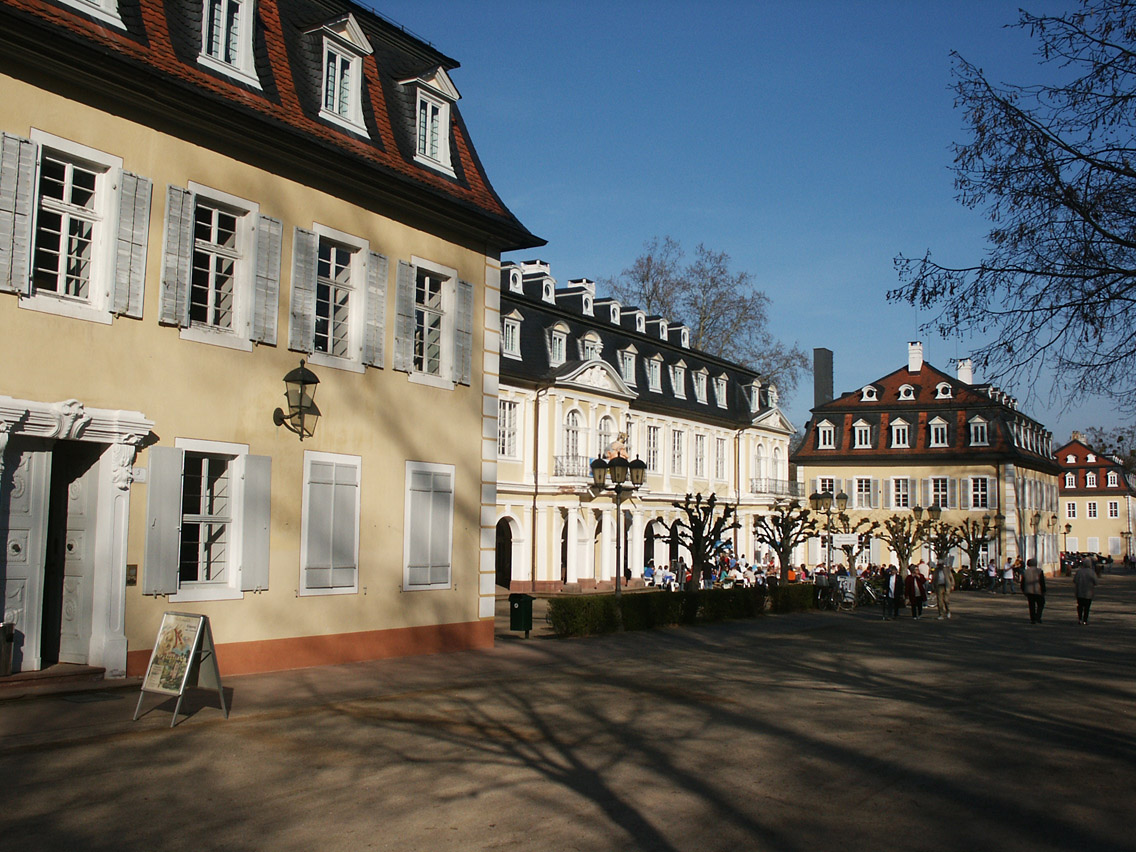
Wilhelmsbad
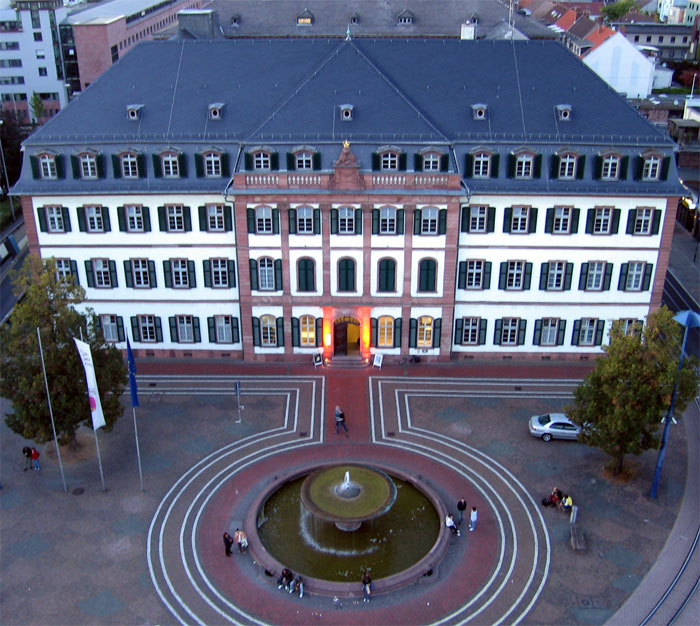
Palais du Conseil du district de Darmstadt

### Écrits
- Praktische Abhandlung von der Zubereitung der Kupfererze, Francfort, 1765
- Beschreibung der vorzüglichsten Bergwerke in Hessen, in dem Waldekkischen, an dem Haarz, in dem Mansfeldischen, in Chursachsen, und in dem Saalfeldischen. (1767)
- Erste Begriffe der unterirdischen Erdbeschreibung, Francfort, 1773
- Gründliche Anleitung zur Schmelzkunst und Metallurgie, 1784
- Stoische Sentenzen, Moralen und politische Einfälle etc., 1785
- Geschichte und systematische Beschreibung der in der Grafschaf Hanau Muenzenberg, in dem Amte Bieber und anderen Aemtern dieser Grafschaft benachbarten Laendern gelegenen Bergwerke. 1787.
- Grundzüge der Berg- und Salzwerkskunde. 12 volumes. Francfort 1778-1791. (Volume 5 en ligne)
- A. Bayer's Bergstaatslehre, 1790.
- Von der Zubereitung des Roheisens zu Schmiedeeisen, 1790.
- Grundlehre der bürgerlichen Baukunst, 1790.
- Abhandlung von der Anlage, dem vorteilhaftesten Bau und der Unterhaltung der Rohrbrunnen, Francfort, 1791
- Einzelne Bauschriften, 2 volumes, 1791–1792.
- Abhandlung von der vorteilhaften Grabung, der guten Fassung und dem rechten Gebrauch der süsen Brunnen, um reines und gesundes Wasser zu bekommen, Gießen 1792
- Abhandlung von der Bauung und Verwaltung der Höfe und Vorwerke, Giessen, 1792.
- Anleitung zu einer künstlichen und zwekmäßigen Wiesenwässerung mit Quell- Weg- Dorf- Stadt- Fluß- gesamletem Regen- und Seewasser: Mit einer Kupfertafel, Warburg, 1796.
- Bewährte Anweisung Schornsteine feuerfest zu bauen, wie auch Stubenöfen nach russischer Art zu verbessern, Leipzig 1797.
- Rechtliches Bedenken über die Regalität der Steinbrüche, Riga, 1797.
- Abhandlungen von dem Wasserrechte, sowohl dem natürlichen, als positiven, vornehmlich aber dem deutschen, Halle, 1789-1800.
- Wie man das beste Eisen erhalten kann, 1800.
- Vollständige Abhandlung von dem Theerbrennen in einem neuen mehr vollkommenen Theerofen worin man mit Scheidholz, Reisbunden, Torf und Stein kohlen feuern kann. Giessen 1805.

## Honneur
Le minéralogiste allemand Gustav Rose baptisa un nouveau minéral, découvert en 1839, du nom de cancrinite, officiellement en l'honneur du ministre comte Georges v. Cancrin, mais en réalité du père du ministre, le minéralogiste Franz Ludwig v. Cancrin.

## Sources
- Biographie universelle ancienne et moderne (vol. 6), Louis Michaud, Paris, 1854
- Männer des Bergbaus, Walter Serlo, Berlin, 1937